# アニサキス
アニサキス（学名：Anisakis）は回虫目アニサキス科アニサキス属に属する線虫の総称。非淡水魚・回遊魚など海洋生物に寄生する寄生虫であり、2021年の日本における食中毒のほぼ半数を占め、アニサキス症の原因寄生虫として知られる。96 - 97%の人は体内にアニサキスが入っても無症状や軽症状であるが、アニサキスアレルギーであると加熱などしても重度の症状がでる。

## 概要

### 生活環

アニサキスの生活環 ①海中に排泄された卵（0） ②a孵化した幼虫（1）は、b遊泳生活に移る（2） ③甲殻類に寄生して成長する（3） ④中間宿主を渡り歩く（3） ⑤感染期：海生哺乳類またはヒトへの感染能力を持つ（3） ⑥海生哺乳類の体内で成虫（4）となり産卵する ⑦症例期：ヒトの体内でアニサキス症を引き起こす（3）

主な最終宿主はイルカやクジラやアザラシなどの海生哺乳類（種によって異なる）であり、成虫はそれらの腸管に棲息する。卵は排泄物とともに海中へ放出されて孵化し、オキアミなどの甲殻類に寄生して第3期幼虫まで発育する。食物連鎖上位の魚類やイカ（種によって異なる）を中間宿主とし、その内臓などでさらに成長する。中間宿主が最終宿主に捕食されると、その消化管から体内に侵入して成虫となる。
ヒトの体内では成虫にはなれず、中間宿主でもないため、数日で死ぬか排泄される。

### 終宿主
- アニサキス属

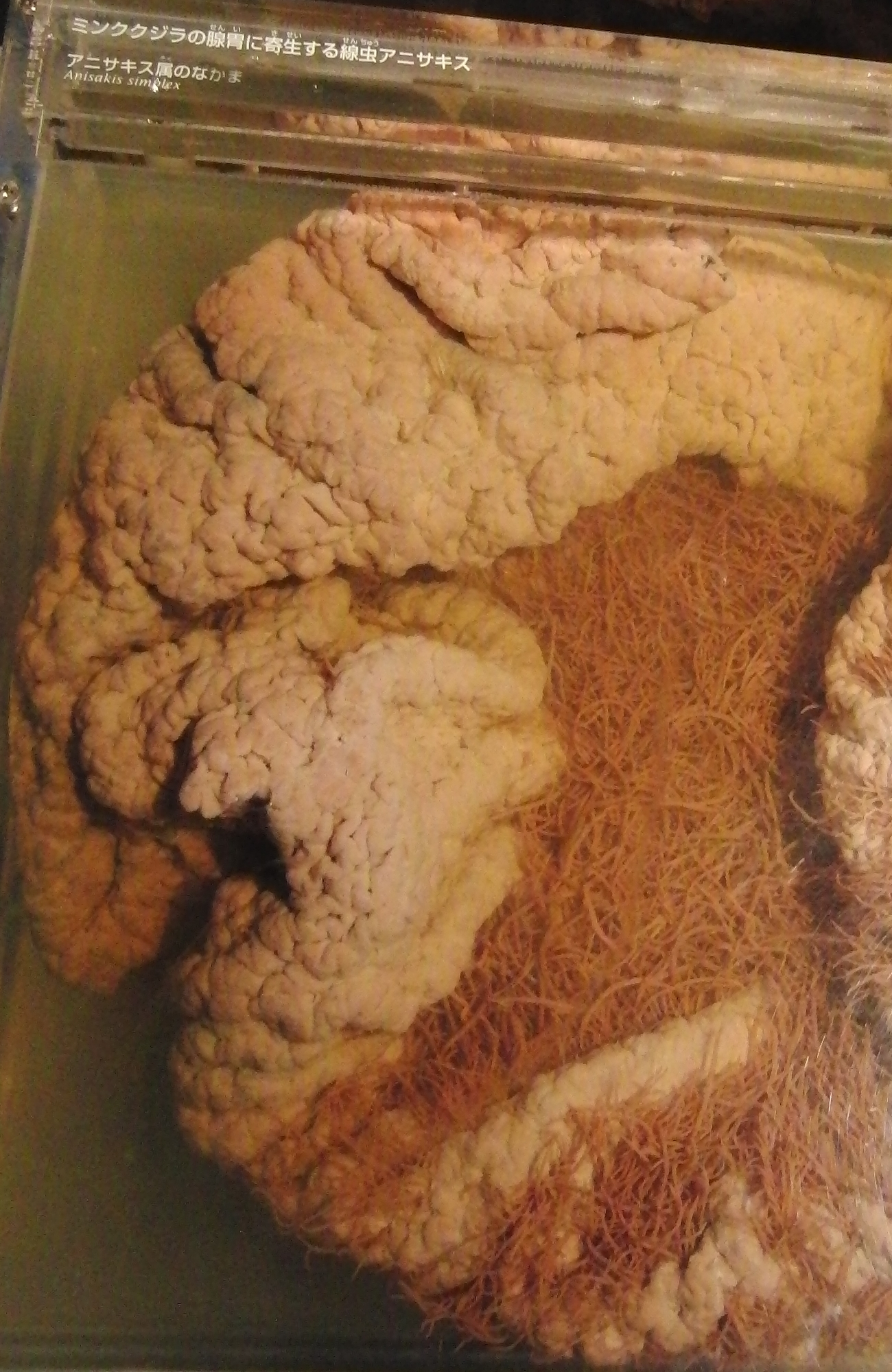
ミンククジラの腺胃に寄生するアニサキス （Anisakis simplex）。国立科学博物館の展示。

  - Anisakis simplex：ミンククジラなどの鯨類
  - Anisakis physeteris：ハクジラ（マッコウクジラなど）
- Contracaecum：鯨類、鰭脚類、鳥類（水鳥）など
- Hysterothylacium：魚類
- シュードテラノバ属 Pseudoterranova：鰭脚類
- Raphidascaris：魚類

## アニサキス症

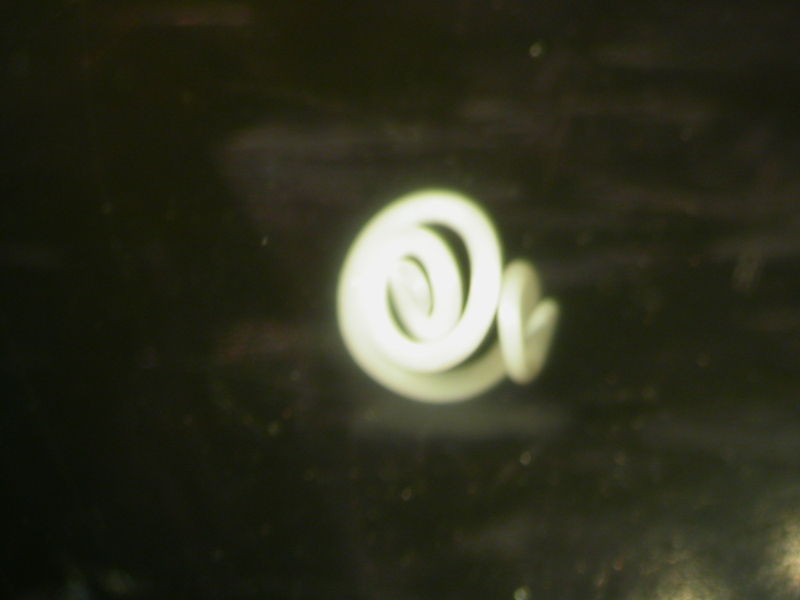
取り出したアニサキス

激しい腹痛や吐き気などを伴う（詳細は後述）。生きたアニサキスの第3期幼虫（体長は11 - 37mm位）を経口摂取して発症し、主に Anisakis simplex、Anisakis physeteris および Pseudoterranova decipiens の3種によって引き起こされる。
1955年、オランダのStraubによってニシンの寄生虫による症状が報告され、後にVan Thielによって原因がアニサキスであると特定された。
シュードテラノバ属によるアニサキス食中毒
近縁のシュードテラノバ属（鰭脚類に寄生する）Pseudoterranova decipiens の幼虫による、同様の症状（シュードテラノバ症）を含める。厚労省機関である国立感染症研究所では、後述のアニサキス食中毒の病因物質は、「アニサキス属およびシュードテラノバ属に分類される2属のアニサキス科線虫である」と明記されており、アニサキス属はイルカおよびクジラが、シュードテラノバ属はアザラシなどの海生ほ乳類（海獣）が終宿主の役割であり、それらの胃に成虫が寄生するとの違いがある。

### 日本
刺身など生食文化があることから、感染リスクは高いと見られる。1965年頃までは海産魚介類の寄生虫は無害とされ、生きた寄生虫は鮮度の証と見なされたという。1999年にアニサキスが食品衛生法で食中毒の原因物質とされ、さらに2012年からは保健所への届出が義務づけられている。2007年度までは年間数例に留まっていたが、2012年以降は急増した（2016年は124件）。これは、厚生労働省が統計項目に加えて実態把握が進んだこと、流通の発達と複雑化によってアニサキスが生きたまま食卓に到達する機会が増したことなどが、指摘されている。
ただし、これは届出を集計したものであり、実際には氷山の一角と見なせる。1997年の厚労省による検討でも、年間7,147件との試算や、2,000 - 3,000名以上との推定が挙げられていた。
なお、日本海と太平洋でマサバの寄生種が大きく異なることがDNA解析によって判明しており、太平洋側で大半を占めるsimplex種（アニサキス症の原因3種の1つ）が、日本海側（とくに南部）ではほとんど見られなかった。日本海側で多いpegreffii種は発症リスクが低い（simplex種の100分の1未満）ため、韓国では日本国内よりも発生件数が少なく、九州北部でサバを刺身などで生食する習慣が根付いているのはこのことが原因と考えられる。
発生件数
厚生労働省によると日本における食中毒の発生件数は、アニサキス原因が2018年以来4年連続1位となっている。2021年の食中毒発生件数は新型コロナウイルス対策による衛生意識の向上を背景に過去20年で最少となる717件であった。717件の内訳は1位アニサキスで約半数の344件であり、2位がカンピロバクター（154件）、3位がノロウイルス（72件）であった。

### 症状
寄生部位（穿孔部位）により、胃アニサキス症、腸アニサキス症、腸管外アニサキス症に分けられる。幼虫の多くは消化管壁を貫通できないが、貫通した場合は穿孔性腹膜炎や寄生虫性肉芽腫を発症することもある。なお、激痛の原因は即時型アレルギーによるものとする説がある。
- 胃アニサキス症：食後数時間で激しい腹痛と嘔吐[17]。吐瀉物が胃液のみで下痢がないことが一般的な食中毒と異なる。
- 腸アニサキス症：腸重積症[18]。
- 腸管外アニサキス症：膵アニサキス症[19]。寄生虫性肉芽腫。

### 治療
胃アニサキス症は、上部消化管内視鏡手術で幼虫を摘出するのが一般的で、摘出すると速やかに症状が消失する。襞の間に穿入して対処が困難な場合、造影剤のアミドトリゾ酸（ガストログラフィン）や、メントールの散布によって幼虫が腸管内へ戻り、摘出しやすくなることが報告されている。
腸アニサキス症は、腸閉塞など重篤な症状では開腹手術が行われる。手術を避け、上記のアミドトリゾ酸（回虫の虫下しでもある）により、駆虫を試みることもある。
ステロイド系抗炎症薬と抗アレルギー薬を投与すると駆虫はできずとも、症状が軽快する症例があることが報告されている。

## アニサキス症予防・対策
アニサキスの中間宿主を生食しないことが、最も確実と言える。それ以外では、70℃以上または60℃なら1分以上の加熱処理、または下記のような長時間の冷凍で殺虫できる。冷凍温度と保持時間に関する規定は下記の通り。

### 冷凍法
- 日本：-20℃以下で24時間以上（厚生労働省の指導）
- オランダ：ニシンに対し、-20℃以下で24時間以上（1968年の法律で義務付け）
- アメリカ合衆国：生食用の魚に対し、-35℃以下で15時間、または-20℃以下で7日間（アメリカ食品医薬品局の勧告）
- 欧州連合 (EU) ：生食用の海産魚に対し、-20℃以下で24時間以上（衛生管理基準による指示事項。視覚検査も義務付けられている）

近年では目視検査での見落としを減らし、紫外線やブラックライトなどを使ってアニサキスを発見する検査装置が、静岡産業社や株式会社イシダから販売されている。

#### 冷凍法のデメリット
日本ではアニサキスの冷凍殺虫において、マイナス20℃以下で24時間以上冷凍することが推奨されているが、冷凍によりドリップの流出、退色や食感の軟化などの身質の劣化を引き起こし、販売時に「解凍」表示が必要となり商品価値を下げてしまう。

### 電気による殺虫
アジやサバの生食加工品を手がけるジャパンシーフーズでは、福岡大学と共同で電気を利用した殺虫装置を開発していたが頓挫した。後に、瞬間的な高電圧（パルスパワー）の産業応用を推進する熊本大学を紹介され、2018年から経済産業省の戦略的基盤技術高度化支援事業（サポイン事業）の補助を受け、アニサキス殺虫装置の共同開発をスタートした。2021年に特許申請し、同年から工場に導入している。

### 予防効果の無い行為

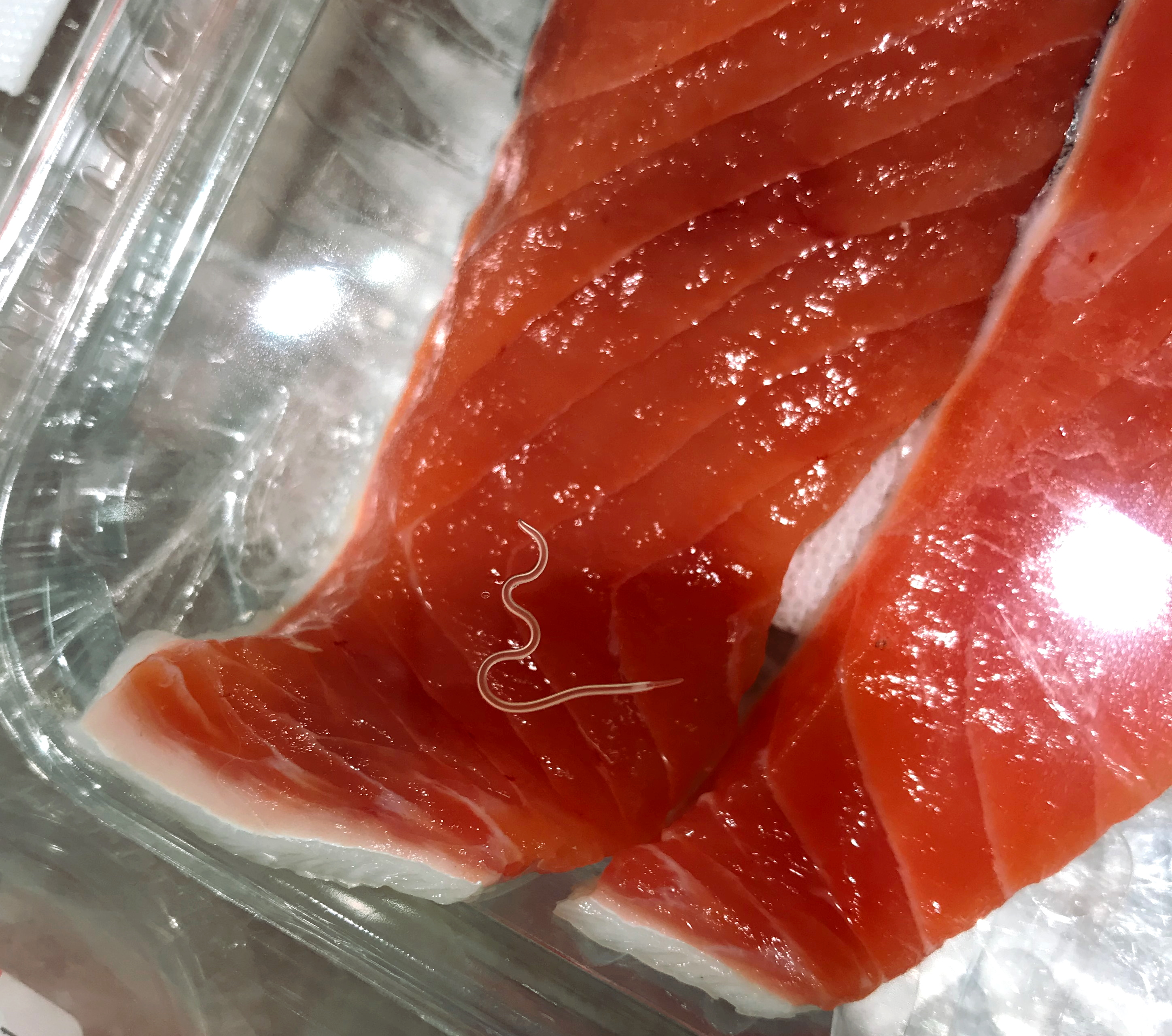
販売されている 鮭 Oncorhynchus keta に付着していた生きているアニサキス。

- よく噛んで食べる：アニサキスの虫体はかなり強靱で、通常の咀嚼では噛み切れない[31]。
- 薄く切る：虫体を切断できないリスクが高く、目視による除去が推奨されている。
- 薬味（ショウガ、ワサビ、ニンニク）、酢：人が食べられる濃度では殺虫効果はない[32]。

## アニサキスアレルギーと加熱・冷凍効果
アニサキスやアニサキスの分泌物に対してアレルギーがある人に発生し、アニサキス症よりも重症化しやすい。加熱してもアニサキスそのものにアレルギーがある際には抗原が熱に強いために効果がない。そのため、アニサキスアレルギーの人はアンチョビやオキアミを使ったソースや料理に気をつける必要がある。本アレルギーの原因物質は冷凍または加熱をしても残存するので、魚介類加工品を摂取した時も症状が現れる場合がある。ただし、鮮度の低下した魚介類の摂食によるヒスタミン型の食中毒を誤認している場合もある。
イカ、サバ、ハマチなどを摂取した際、発疹および蕁麻疹などのアレルギー症状を示すが、検査において魚介類では陽性反応を示さない場合、アニサキスによるアレルギーが原因の場合がある。

## 利用
アニサキス症を患った患者の胃に未発見の初期胃癌があり、そこにアニサキスが集まっていたことが伊万里有田共立病院から2014年に報告された。この報告に着目した九州大学らの研究グループは、カエノラブディティス・エレガンス (Caenorhabditis elegans) を使って、尿による癌検診の判別実験に成功した。

## 罹患経験のある著名人
2016年〜2017年頃に芸能人も相次いで被害にあい、ニュースなどの番組で取り上げられ注目を集めた。
- 森繁久彌: 1987年罹患。夜にサバの押し寿司（ばってら）を食べ、腹痛となり、開腹手術[37]。

- 益子直美: 2013年夏罹患。東北で新鮮なしめ鯖を食べたところ、夜に発症。胃薬や水を飲むと余計に痛くなったと話した[38]。

- 庄司智春: 2016年夏。サケいくら丼を食べた夜中に発症し、眠れないほど激痛だったという[39]。

- 山里亮太: 2017年1月罹患。一寸法師にやられる鬼の気持ちが分かったと話した[39]。

- 渡辺直美: 2017年4月に入院。病院で泣くほど痛かったと話した[39]。

- 佐藤尚之: 2018年頃、イタリア料理店で魚のマリネなどを食べたあと、自宅で呼吸が苦しくなり顔がぱんぱんに赤く腫れている状態となった。アナフィラキシーショックと診断され入院。原因は、アニサキスアレルギーと判明した。以来、魚介類の食べれない生活となった[40]。

- 板野友美: 2022年6月罹患。激痛で病院に行って十二指腸潰瘍と診断され薬を貰うも激痛で眠れず、再び病院に行き胃カメラでアニサキス発見。出産よりも痛かったと語った[41]。